# Szőke Béla (gépészmérnök)
Szőke Béla (Jósvafő, 1894. október 21. – Budapest, 1980. november 19.) gépészmérnök, feltaláló, technikatörténész, a műszaki tudományok kandidátusa.

## Életrajza
Gépészmérnöki diplomáját a Műegyetemen szerezte 1922-ben. Pályafutását a Weiss Manfred Rt.-nél szerszám- és gépszerkesztőként kezdte (1922-1925). Ezt követően 1940-ig az Első Magyar Gazdasági Gépgyár gépszerkesztője. 
Technikatörténészettel leginkább 1955-ös nyugdíjba vonulása után foglalkozott.
1972-ben a műszaki tudományok kandidátusa.
Az első világháborúból hadnagyként szerelt le.
Húga Szőke Anna.

## Munkássága
Az Első Magyar Gazdasági Gépgyár gépszerkesztőjeként elért kiemelkedő alkotása a kombinált búzamosógép.
A munkatársaival együtt tervezett botkormányos vezérmű – harántgyalugépbe beépítve – az 1958. évi brüsszeli világkiállításon nagydíjat nyert.
Technikatörténészi munkája során, például Eötvös Loránd tudományos életének-munkájának kutatója.
1967-ben szerkesztésében jelent meg a Műszaki Nagyjaink 1-3. kötete. További munkái: Esztergáláskor fellépő rezgések (1953), A forgácsolószerszámok geometriája (1966).
Húgával, Annával grafikus öröknaptárt szerkesztett.
A Magyar Szabadalmi Hivatal adatbázisában szereplő szabadalmi bejelentései (lajstromszám, cím):
- 140483 Billegő kapa
- 137537 Lamellás tengelykapcsoló
- 137311 Dörzstárcsás hajtás
- 111614 Síkszitahajtás
- 111558 Mosó és tisztító gép búza és egyéb szemes terményekhez

## Díjak
- Az 1958. évi brüsszeli világkiállítás nagydíja[3]
- GTE Irodalmi Díj (1962 és 1965)[3]
- Bánki Donát-díj (1963)[3]
- MTESZ-díj (1975)[3]

## Külső hivatkozások
- Szellemi Tulajdon Nemzeti Hivatala – Elektronikus kutatás